# Bolswardervaart (Harlingen)
De Bolswardervaart is een kanaal in de gemeente Harlingen in de provincie Friesland (Nederland), gelegen bij de stad Harlingen.

## Beschrijving
Ten zuiden van Harlingen begint de Bolswardervaart als voortzetting van de Harlingervaart (Harnzer Feart) vanuit Bolsward. Na ongeveer een kilometer bij de brug over de Waadseewei (N31) loopt het kanaal vervolgens noordwaarts richting Harlingen. In de stad kruist het de oude Zuidergracht en vervolgens overspant het daar drie bruggen, onder ander een fietsbrug en een spoorbrug. Uiteindelijk mondt de Bolswardervaart uit in de Rozengracht in het centrum van Harlingen. Het maakt deel uit van de Elfstedentochtroute op de schaats.
Omdat de gemeente Harlingen heeft gekozen voor Nederlandse waternamen, geldt de naam Bolswardervaart als de officiële naam.

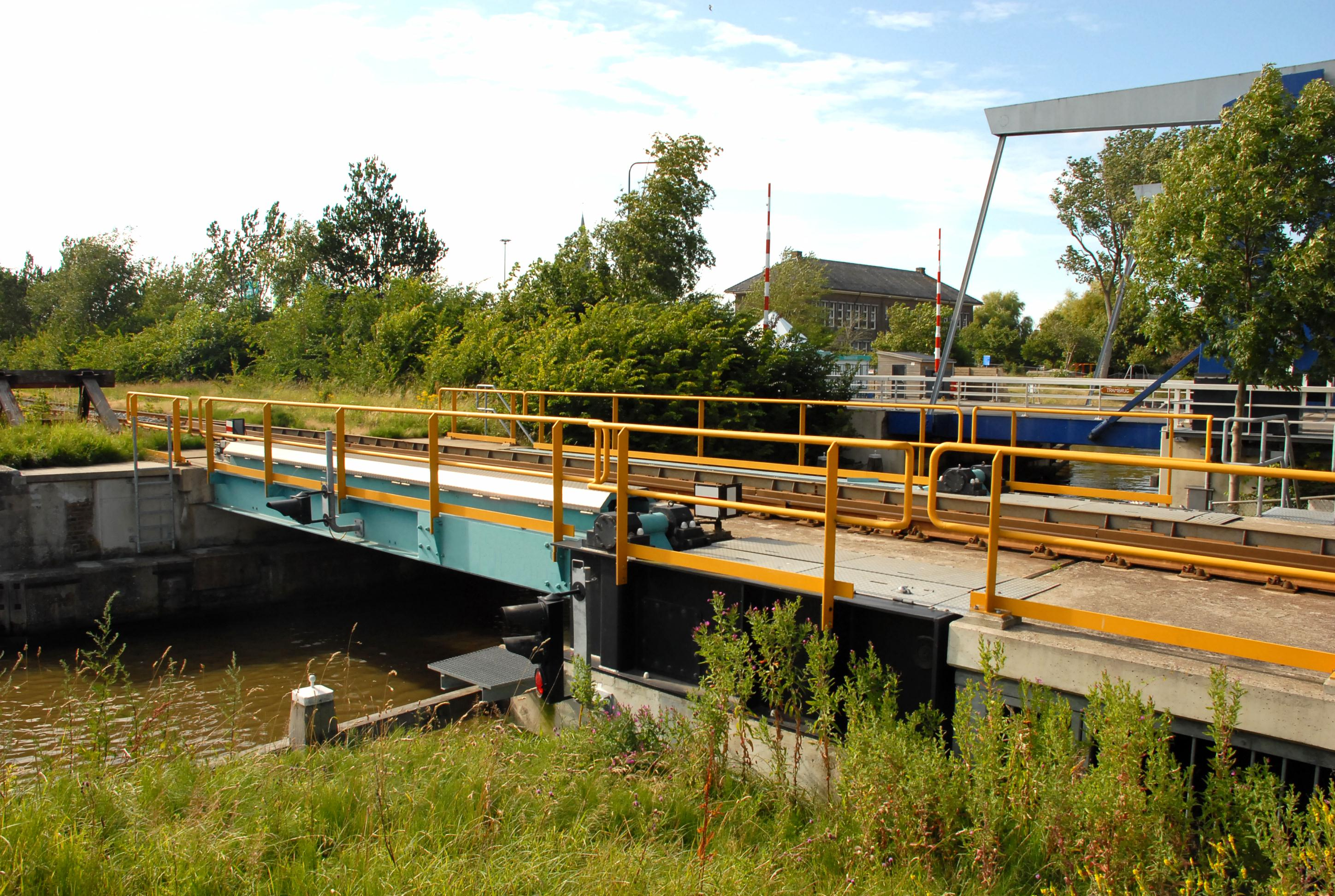
Spoorbrug in de spoorlijn B over de Bolswardervaart. Op de achtergrond de basculebrug voor het wegverkeer.